# Skeptrostachys stenorrhynchoides
Skeptrostachys stenorrhynchoides är en orkidéart som beskrevs av Dariusz Lucjan Szlachetko. Skeptrostachys stenorrhynchoides ingår i släktet Skeptrostachys och familjen orkidéer. Inga underarter finns listade i Catalogue of Life.